# Fida (azienda)

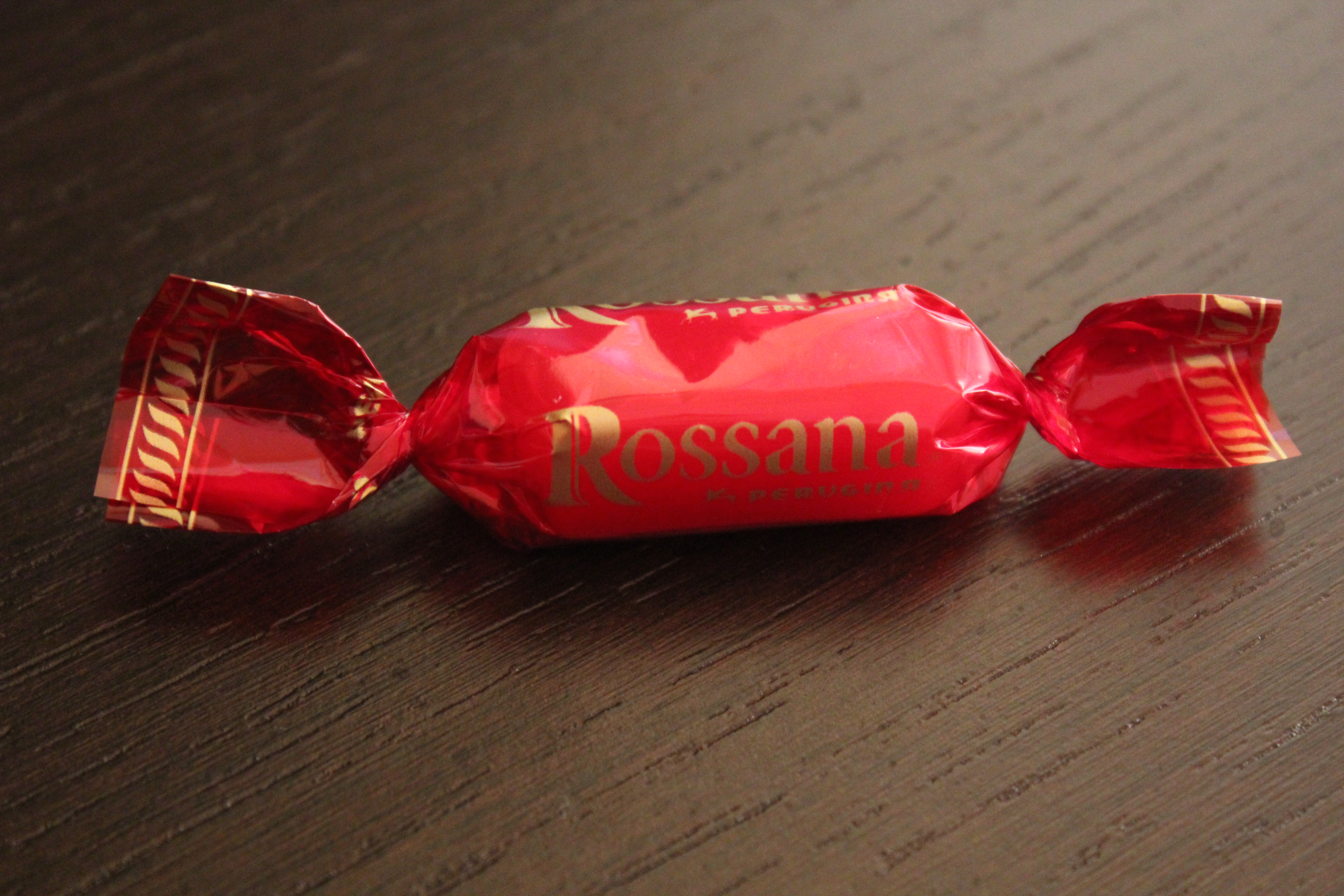
Caramella "Rossana"

Fida è un'azienda italiana operante nel settore alimentare fondata nel 1973 e specializzata nella produzione di caramelle. Ha ideato e acquisito importanti marchi del settore come Sanagola e Charms raggiungendo nel 2015 un fatturato pari a circa 15 milioni di euro che rappresenta una quota del 3,5% del mercato delle caramelle in Italia producendo il 25% delle gelatine.

## Storia
L'azienda venne fondata ad Asti nel 1973 inizialmente gestita a conduzione familiare e finalizzata alla realizzazione di caramelle gelatinose prodotte artigianalmente. Col tempo raggiunse una posizione di primo piano nel mercato grazie a prodotti come Le Bonelle Gelées.
Nel 2006 venne acquisita da un investitore finanziario e successivamente ha avuto un'importante crescita del fatturato e della redditività anche grazie all'acquisizione di noti marchi come Sanagola e Charms dal gruppo Leaf nel 2008.
La maggioranza del capitale venne acquisita nel 2014 dalla famiglia Balconi, attiva da generazioni nel settore della produzione e vendita di prodotti dolciari.
Nel 2016 acquisisce dalla Nestlé altri storici marchi tra cui le caramelle Rossana, ideate nel 1926 dalla Perugina.